# Michail Iljitsch Selikin

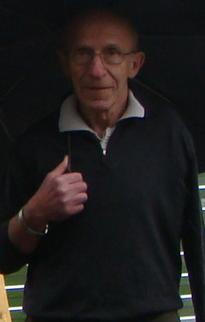
Michail Iljitsch Selikin (2009)

Michail Iljitsch Selikin, russisch Михаил Ильич Зеликин, englische Transkription Mikhail Zelikin, (* 11. Februar 1936 in Moskau) ist ein russischer Mathematiker.

## Leben
Selikin studierte an der Lomonossow-Universität mit dem Abschluss 1958 und wurde bei Lew Pontrjagin promoviert.  Er war am Steklow-Institut und lehrte an der Lomonossow-Universität.
Selikin befasst sich mit Differentialgleichungen (wie der Riccatischen Differentialgleichung), differentiellen Spielen und optimaler Kontrolltheorie. Mit seinem Schüler Wladimir Borissow verfasste er eine Monographie über ein Problem der optimalen Kontrolltheorie (Chattering Control, optimale Kontrolle mit einer unendlichen Anzahl von Schaltvorgängen in endlicher Zeit).
2010 erhielt er den Ljapunow-Preis mit Borissow. Er ist korrespondierendes Mitglied der Russischen Akademie der Wissenschaften.
Er trat auch als Kritiker des Dawydow-Plans hervor und der für diesen durchgeführten mathematischen Modelle. Er berichtet darüber in seiner 2001 erschienenen Autobiografie.

## Bücher
- mit Wladimir Fjodorowitsch Borissow: Theory of chattering control with applications to Astronautics, Robotics, Economics, and Engineering, Birkhäuser 1994
- Optimale Kontrolle und Variationsrechnung, Moskau 2004 (Russisch)
- Control theory and optimization. I. Homogeneous spaces and the Riccati equation in the calculus of variations, Encyclopedia of Mathematical Sciences, Springer 2000